# 山陽・東海道殺人ルート
『山陽・東海道殺人ルート』（さんようとうかいどうさつじんルート）は、西村京太郎の推理小説。1989年7月に講談社から出版された。

## ストーリー
上り特急「さくら」（リメイク版では「はやぶさ」）の個室寝台カルテットで、5千万円を持った男女2人が銃殺された。捜査を進める中、彼らの持っていた5千万円は、未解決となっていた4年前の身代金誘拐事件に使われたものと判明する。被害者の父親、及川俊郎が有力容疑者として捜査線上に浮上した。しかし、彼には同じ日に後から博多を出る特急「あさかぜ82号」（リメイク版では後から山陽本線に合流する「サンライズ出雲」）に乗っていたという決定的なアリバイが発覚した。十津川捜査班が山陽・東海道を走る列車を使ったトリック解明に挑む。

## 登場人物

### 警視庁
- 十津川省三
- 亀井定雄
- 本多時孝
- 三上刑事部長

- 久保 - 警視庁科学研究所の技師。札束に特殊インクが塗られていると突き止めた。

### その他
- 及川俊郎 - 4年前の少女誘拐事件で娘を殺害され、身代金を奪われた父親。
- 杉浦明 - スーパーのチェーン店の社長で、国家公安委員も務める。
- 長山卓也 - 「さくら」で殺害された男。元レストランのオーナー。
- 小野内ゆう子（リメイク版では小野内亜矢） - 「さくら」で殺害された女性。

## テレビドラマ

### 1990年版
『西村京太郎トラベルミステリー17・山陽・東海道殺人ルート』は、テレビ朝日系列の2時間ドラマ『土曜ワイド劇場』（毎週土曜日21:02 - 22:51、JST）で1990年1月13日に放送された。主演は三橋達也。
キャスト
- 亀井定夫 - 愛川欽也
- 岡林美津子（及川の元妻） - 永島暎子
- 小島（小島探偵社 代表） - 沼田爆
- 岡林美津子の叔母 - 松下砂稚子
- 長山卓也の妻 - 麻志那恂子
- 久保（科学捜査研究所技官） - 岡野耕作
- 小野ゆう子 - 栗原けいこ
- 及川俊郎（やよいの父） - 山本圭
- 杉浦明（スーパー経営） - 清水章吾
- 山内文男（元警部） - 左右田一平
- 北条刑事 - 山村紅葉
- 西本刑事 - 森本レオ
- 十津川省三 - 三橋達也

その他
「さくら」「あさかぜ」が舞台。「みずほ」がアリバイトリックとして使われた。1990年版では被害者の女性が事件に遭う前、車掌に食堂車について尋ねていたが、2008年時点では廃止となっていたため、2008年版では車掌が「名古屋から車内販売があります」と案内していた。

### 2008年版
『西村京太郎トラベルミステリー50・山陽〜東海道連続殺人ルート』は、テレビ朝日系列の2時間ドラマ『土曜ワイド劇場』（土曜日21:00 - 23:21、JST）で2008年9月27日に放送された。主演は高橋英樹。
テレビ朝日開局50周年記念番組。
キャスト
- 十津川省三 - 高橋英樹
- 亀井定夫 - 愛川欽也
- 及川（岡林）美津子 - 賀来千香子
- 及川俊郎 - 升毅
- 杉浦明 - 国広富之
- 清水刑事 - 井川晃一
- 元警部・山内 - 高田純次
- 北条刑事 - 山村紅葉
- 西本刑事 - 森本レオ
- 荒木健次 - 大石吾朗
- 長山卓也 - 曽雌達人
- 小野内亜矢 - 佐伯花

その他
「はやぶさ」「サンライズ出雲」が舞台。ヘリコプターがアリバイトリックとして使われた。1990年版とは誘拐犯のリーダーの末路が異なる。

元警部・山内役で出演した高田純次は、第58作より亀井刑事の役で出演している。